# Само моја (албум)
Само моја је први студијски албум српског поп певача Жељка Васића, издат 2008. године за Горатон. Снимљени су спотови за Сва од сна, Само моја, Кад си с њим.

## Списак песама
| №   | Назив            | Текст                           | Музика                            | Трајање |  |
| 1.  | Не требаш ми     | Новица Бојић Нокаш, Жељко Васић | Нокаш, Васић                      |         |  |
| 2.  | Кад си с њим     | Нокаш, Васић                    | Нокаш, Васић                      |         |  |
| 3.  | Сва од сна       | Ц. Слијепчевић                  | Божидар Мартиновић                |         |  |
| 4.  | Само моја        | Ранко Слијепчевић               | Владо Георгиев, Ранко Слијепчевић |         |  |
| 5.  | Не зови ме       | Драгана Јовановић               | Драгана Јовановић                 |         |  |
| 6.  | Крива си ти      | Божидар Мартиновић              | Божидар Мартиновић                |         |  |
| 7.  | Прекасно         | Нокаш                           | Нокаш                             |         |  |
| 8.  | Не верујем ја    | Нокаш, Васић                    | Нокаш, Васић                      |         |  |
| 9.  | Само да добро си | Душан Алагић                    | Душан Алагић                      |         |  |
| 10. | Бићу само твој   | Божидар Мартиновић              | Божидар Мартиновић                |         |  |
| 11. | Моје злато       | Душан Алагић                    | Душан Алагић                      |         |  |
| 12. | Много душе       | Душан Алагић                    | Душан Алагић                      |         |  |